# Martirologio siriaco
Il Martirologio siriaco, noto anche come Breviario siriaco, è un martirologio cristiano, scritto in siriaco, datato all'anno 411. È ritenuto il più antico martirologio cristiano generale.

## Edizioni
Il martirologio fu scoperto da William Wright nell'Ottocento nel manoscritto ADD 12150 della British Library di Londra, proveniente dall'Egitto, e precisamente dal monastero di Deir al-Suryani. Secondo un colophon del manoscritto, esso fu copiato a Edessa in Mesopotamia nell'anno 723 dell'era seleucide, ossia nel 411 dell'era cristiana.
Il testo del martirologio fu pubblicato per la prima da William Wright nel 1866. Giovanni Battista de Rossi e Louis Duchesne lo misero a confronto con il martirologio geronimiano nell'edizione critica di quest'ultimo del 1894. Nel 1887 uscì l'edizione in siriaco con traduzione in tedesco ad opera di Emil Egli, mentre nel 1915 venne edita l'edizione bilingue con traduzione in francese ad opera di François Nau. Infine nel 1956 Bonaventura Mariani pubblicò la traduzione in latino del martirologio siriaco, con ampia introduzione e apparato critico.

## Contenuto
Il martirologio è diviso in due sezioni.
1. La prima parte è quella più lunga ed è organizzata secondo i mesi e i giorni del calendario giuliano, ma mantenendo i nomi siriaci dei santi, nonché secondo le province e le città romane in cui venivano celebrate le loro commemorazioni. Essa comprende i "martiri dell'Occidente", ossia dell'impero romano, principalmente quelli di Nicomedia, Antiochia e Alessandria.
2. La seconda parte elenca i "martiri dell'Oriente", ossia quelli che perirono nell'impero sasanide. Questi martiri sono organizzati in gruppi a seconda del loro rango ecclesiastico (vescovi, presbiteri, diaconi, laici), senza alcuna indicazione del giorno della loro commemorazione.

Il martirologio si riferisce a questi cristiani chiamandoli sempre confessori, anche se in realtà si tratta di martiri.

## Critica
Si ritiene che il martirologio siriaco sia derivato da un martirologio in lingua greca, precedente probabilmente all'anno 360, e scritto a Nicomedia. Nel martirologio si trova anche il nome del sacerdote Ario, fondatore dell'arianesimo. Si pensa che il martirologio in greco sia arrivato ai traduttori siriaci attraverso gruppi legati all'arianesimo.
Gli studiosi sono concordi nello stabilire che l'autore del martirologio greco abbia attinto da diverse opere di Eusebio di Cesarea. Il martirologio siriaco è poi stata una delle principali fonti per la stesura del martirologio geronimiano.
Non sembra sia stato utilizzato in ambito liturgico o che venisse letto in chiesa.